# إدوارد ألين (سياسي)
إدوارد ألين هو سياسي كندي، ولد في عقد 1820، وتوفي في 31 مارس 1890.